# Pallamano ai Giochi della XXVI Olimpiade - Torneo femminile
Il torneo femminile di pallamano ai Giochi della XXVI Olimpiade si è svolto dal 26 luglio al 3 agosto 1996 ed è stato ospitato dalla sala G del Georgia World Congress Center (GWCC) di Atlanta.
La medaglia d'oro è stata vinta per la prima volta dalla Danimarca, che ha superato in finale per 37-34 dopo due tempi supplementari la Corea del Sud, vincitrice dei due precedenti tornei olimpici, alla quale è andata la medaglia d'argento. La medaglia di bronzo è stata vinta dall'Ungheria, che nella finale per il terzo posto ha sconfitto la Norvegia per 20-18.
Alle semifinali hanno avuto accesso le prime quattro squadre del campionato mondiale 1995, cioè Corea del Sud, Ungheria, Danimarca e Norvegia. In semifinale la Corea del Sud superò agevolmente l'Ungheria, mentre la Danimarca ebbe la meglio nello scontro tra scandinave. La finale vide la Corea del Sud avanti alla Danimarca a metà tempo, ma le danesi recuperarono il passivo, mancando la vittoria a sei secondi dalla fine con un tiro dai 7 metri di Anja Andersen parato dal portiere coreano Oh Yeong-ran. La finale si concluse dopo due tempi supplementari con le danesi trionfanti per 37-33, conquistando così la loro prima medaglia olimpica alla prima partecipazione da quando il torneo femminile viene disputato ai Giochi.

## Formato
Le otto squadre partecipanti sono state divise in due gironi da quattro e ciascuna squadra affronta tutte le altre, per un totale di tre giornate. Le prime due classificate accedevano alle semifinali, mentre le terze e quarte classificate accedevano alle finali per i piazzamenti.

## Squadre partecipanti
|                                   | Data                 | Sede              | Posti | Qualificate                               |
| --------------------------------- | -------------------- | ----------------- | ----- | ----------------------------------------- |
| Paese organizzatore               |                      |                   | 1     | Stati Uniti                               |
| Campionato mondiale 1995          | 5-17 dicembre 1995   | Austria- Ungheria | 4     | Corea del Sud Ungheria Danimarca Norvegia |
| Campionato europeo 1994           | 17-25 settembre 1994 | Germania          | 1     | Germania                                  |
| Campionato asiatico 1995          | 6-8 maggio 1995      | Corea del Sud     | 1     | Cina                                      |
| Torneo africano di qualificazione | 6-8 agosto 1995      | Costa d'Avorio    | 1     | Angola                                    |
| Totale                            |                      |                   | 8     |                                           |

## Fase a gironi

### Girone A

#### Classifica
| Pos. | Squadra     | Pt | G | V | N | P | GF | GS | DR  |
| ---- | ----------- | -- | - | - | - | - | -- | -- | --- |
| 1.   | Danimarca   | 6  | 3 | 3 | 0 | 0 | 89 | 62 | +27 |
| 2.   | Ungheria    | 4  | 3 | 2 | 0 | 1 | 81 | 70 | +11 |
| 3.   | Cina        | 2  | 3 | 1 | 0 | 2 | 71 | 83 | -12 |
| 4.   | Stati Uniti | 0  | 3 | 0 | 0 | 3 | 64 | 90 | -26 |

#### Risultati
| Atlanta 26 luglio 1996, ore 10:00 | Ungheria | 29 – 19 (14-11) | Cina | Sala G del GWCC |

| Atlanta 26 luglio 1996, ore 14:30 | Danimarca | 29 – 19 (13-9) | Stati Uniti | Sala G del GWCC |

| Atlanta 28 luglio 1996, ore 12:00 | Cina | 21 – 33 (9-19) | Danimarca | Sala G del GWCC |

| Atlanta 28 luglio 1996, ore 14:30 | Stati Uniti | 24 – 30 (8-19) | Ungheria | Sala G del GWCC |

| Atlanta 30 luglio 1996, ore 10:00 | Ungheria | 22 – 27 (12-14) | Danimarca | Sala G del GWCC |

| Atlanta 30 luglio 1996, ore 16:30 | Cina | 31 – 21 (16-11) | Stati Uniti | Sala G del GWCC |

### Girone B

#### Classifica
| Pos. | Squadra       | Pt | G | V | N | P | GF | GS | DR  |
| ---- | ------------- | -- | - | - | - | - | -- | -- | --- |
| 1.   | Corea del Sud | 6  | 3 | 3 | 0 | 0 | 83 | 60 | +23 |
| 2.   | Norvegia      | 4  | 3 | 2 | 0 | 1 | 79 | 66 | +13 |
| 3.   | Germania      | 2  | 3 | 1 | 0 | 2 | 70 | 73 | -3  |
| 4.   | Angola        | 0  | 3 | 0 | 0 | 3 | 49 | 82 | -33 |

#### Risultati
| Atlanta 26 luglio 1996, ore 12:00 | Norvegia | 30 – 18 (15-7) | Angola | Sala G del GWCC |

| Atlanta 26 luglio 1996, ore 16:30 | Corea del Sud | 33 – 20 (17-12) | Germania | Sala G del GWCC |

| Atlanta 28 luglio 1996, ore 10:00 | Angola | 19 – 25 (8-15) | Corea del Sud | Sala G del GWCC |

| Atlanta 28 luglio 1996, ore 16:30 | Germania | 23 – 28 (11-15) | Norvegia | Sala G del GWCC |

| Atlanta 30 luglio 1996, ore 12:00 | Germania | 27 – 12 (10-6) | Angola | Sala G del GWCC |

| Atlanta 30 luglio 1996, ore 14:30 | Corea del Sud | 25 – 21 (12-10) | Norvegia | Sala G del GWCC |

## Fase finale

### Tabellone
|  | Semifinali    | Semifinali    | Semifinali    |               |           | Finale             | Finale             | Finale             |  |
|  |               |               |               |               |           |                    |                    |                    |  |
|  | Danimarca     | Danimarca     | 23            |               |           |                    |                    |                    |  |
|  | Danimarca     | Danimarca     | 23            |               |           |                    |                    |                    |  |
|  | Norvegia      | Norvegia      | 19            |               |           |                    |                    |                    |  |
|  | Norvegia      | Norvegia      | 19            |               | Danimarca | Danimarca          | 37                 |                    |  |
|  |               |               |               |               | Danimarca | Danimarca          | 37                 |                    |  |
|  |               |               | Corea del Sud | Corea del Sud | 22        |                    |                    |                    |  |
|  | Corea del Sud | Corea del Sud | Corea del Sud | Corea del Sud | 22        | 39                 |                    |                    |  |
|  | Corea del Sud | Corea del Sud |               |               |           | 39                 |                    |                    |  |
|  | Ungheria      | Ungheria      | 25            |               |           | Finale terzo posto | Finale terzo posto | Finale terzo posto |  |
|  | Ungheria      | Ungheria      | 25            |               |           |                    |                    |                    |  |
|  |               |               |               |               |           |                    |                    |                    |  |
|  |               |               |               |               |           | Norvegia           | Norvegia           | 18                 |  |
|  |               |               |               |               |           | Norvegia           | Norvegia           | 18                 |  |
|  |               |               |               |               |           | Ungheria           | Ungheria           | 20                 |  |

### Semifinali
| Atlanta 1º agosto 1996, ore 11:45 | Danimarca | 23 – 19 (12-6) | Norvegia | Sala G del GWCC |

| Atlanta 1º agosto 1996, ore 16:15 | Corea del Sud | 39 – 25 (19-10) | Ungheria | Sala G del GWCC |

### Finale 7º posto
| Atlanta 1º agosto 1996, ore 10:00 | Stati Uniti | 23 – 24 (11-11) | Angola | Sala G del GWCC |

### Finale 5º posto
| Atlanta 1º agosto 1996, ore 14:30 | Germania | 26 – 28 (12-16) | Cina | Sala G del GWCC |

### Finale 3º posto
| Atlanta 3 agosto 1996, ore 15:30 | Norvegia | 18 – 20 (9-7) | Ungheria | Sala G del GWCC |

### Finale
| Atlanta 3 agosto 1996, ore 17:15 | Danimarca | 37 – 33 (d.t.s.) (13-17; 29-29; 31-31) | Corea del Sud | Sala G del GWCC |

## Classifica finale
| Pos | Squadre       |
| --- | ------------- |
|     | Danimarca     |
|     | Corea del Sud |
|     | Ungheria      |
| 4   | Norvegia      |
| 5   | Cina          |
| 6   | Germania      |
| 7   | Angola        |
| 8   | Stati Uniti   |

## Podio
| Oro | Argento | Bronzo |
| Danimarca | Corea del Sud | Ungheria |
| Anja Andersen Camilla Andersen Kristine Andersen Heidi Astrup Tina Bøttzau Marianne Florman Conny Hamann Anja Hansen Anette Hoffmann Tonje Kjærgaard Janne Kolling Susanne Lauritsen Gitte Madsen Lene Rantala Gitte Sunesen Anne Dorthe Tanderup | Cho Eun-Hee Han Sun-Hee Hong Jeong-ho Huh Soon-Young Kim Cheong-Sim Kim Eun-Mi Kim Jeong-Mi Kim Mi-Sim Kim Rang Kwag Hye-Jeong Lee Sang-Eun Lim O-Kyeong Moon Hyang-Ja Oh Sung-Ok Oh Yong-Ran Park Jeong-Lim | Éva Erdős Andrea Farkas Beáta Hoffmann Anikó Kántor Erzsébet Kocsis Beatrix Kökény Eszter Mátéfi Auguszta Mátyás Anikó Meksz Anikó Nagy Helga Németh Ildikó Pádár Beáta Siti Anna Szántó Katalin Szilágyi Beatrix Tóth |

## Statistiche

### Classifica marcatrici
| Pos. | Nome              | Nazionale     | Reti |
| ---- | ----------------- | ------------- | ---- |
| 1    | Lim O-kyeong      | Corea del Sud | 41   |
| 2    | Kjersti Grini     | Norvegia      | 39   |
| 3    | Eszter Mátéfi     | Ungheria      | 35   |
| 4    | Anja Andersen     | Danimarca     | 33   |
| 5    | Shi Wei           | Cina          | 31   |
| 6    | Zhai Chao         | Cina          | 29   |
| 7    | Chryssandra Hires | Stati Uniti   | 26   |
| 8    | Oh Seong-ok       | Corea del Sud | 24   |

## Premi individuali
Migliori giocatrici del torneo.
| Ruolo            | Giocatrice        |
| ---------------- | ----------------- |
| Portiere         | Susanne Lauritsen |
| Ala sinistra     | Kim Eun-mi        |
| Terzino sinistro | Kjersti Grini     |
| Centrale         | Lim O-kyeong      |
| Terzino destro   | Anja Andersen     |
| Ala destra       | Hong Jeong-ho     |
| Pivot            | Erzsébet Kocsis   |